# 李華明

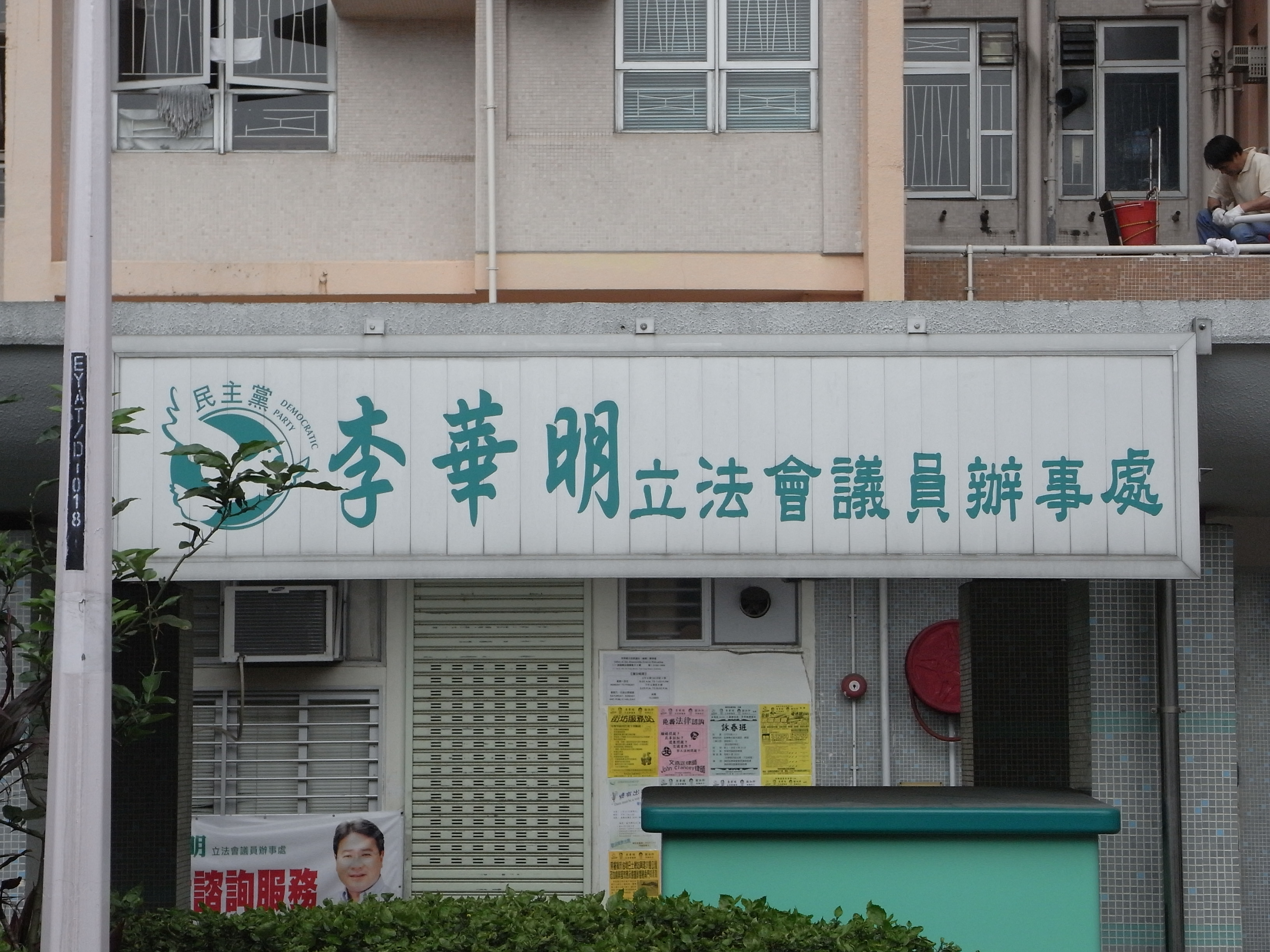
李華明立法會議員油塘辦事處

李華明，SBS，JP（1955年4月25日—），上海人，成長於香港，註冊社會工作者；前香港立法會議員，民主黨成員，亦是黨內較為鮮明的建制派成員。

## 從政經歷
1980年代末，加入了民主派政團匯點，並當選觀塘區議會議員，一直連任至1994年。他在1991年與當時香港民主同盟（今天的香港民主黨前身）的司徒華聯合在九龍東參選立法局成功；因主顧立法局事務，沒有再參選區議會。
1994年，有評論認為李華明聯同狄志遠、黃偉賢對劉慧卿提出的1995年全面普選立法會方案投棄權票，讓香港錯失實現民主的機會。亦有評論認為即使動議通過, 在憲制上仍然需要當時港督簽署先可以實行, 而當時港督彭定康已有自己的政改方案，相信不會簽署。而且中國早已否定了立法會直通車方案，立法會的組成在1997年之後早已確定會根據基本法重新洗牌，功能組別亦肯定會長期存在。
1995年香港立法局選舉，於九龍東南選區搫敗香港工會聯合會副秘書長譚耀宗，成功連任，更逼使譚由九龍東一帶轉往荃灣發展。
1999年7月，民主黨立法會議員李華明與妻女參加旅行團出發前往東莞，但在皇崗口岸過關時被拒絕入境，他被帶到辦公室等候調查1小時但最後被沒收回鄉證。他引述邊檢人員說「收到上級指示」，但無具體原因也無指出是哪位「上級」。他說事件表示日後民主黨成員甚至所有民主派人士，將不能再返回中國內地。政制事務局回應說根據一國兩制，內地出入境問題應由內地依法處理。
1999年香港區議會選舉，李華明走到他不熟悉範圍的順天西選區參選，被民建聯郭必錚擊敗。反而其助手何偉途、羅俊毅等人，則在四順其他選區成功進身觀塘區議會。
2000年香港立法會選舉，李華明繼續伙拍同為民主黨的司徒華參選九龍東選區成功連任立法會。李華明在2004年繼續連任，在黨鞭司徒華退出立法會選舉後，原本想推捧接班人胡志偉，卻突然何偉途事件影響，民主黨聲勢已大不如前，最終只能保留一席。
2008年香港立法會選舉，李華明與胡志偉分拆名單參選，李華明最終成功連任，而胡志偉則未能當選。
2009年7月1日，政府公佈李華明獲頒授銀紫荊星章。
2012年，李華明宣佈不會參選2012年香港立法會選舉。李華明直言，從政無退休保障亦是他離開的重要原因之一。

## 其他事件
2012年10月，成立明理顧問服務有限公司「Fred Consultancy」。
2014年9月，李華明助女兒以 1,853 萬港元買入將軍澳區新樓盤天晉IIIA期一個頂層特色戶，該單位實用面積 1,138 平方呎。
2017年6月16日，李華明於《am730》專欄撰文，抨擊香港三名立法會議員羅冠聰、朱凱迪和陳志全日前到台灣出席「台灣國會關注香港民主連線」成立儀式。李華明認為三人和台灣人士連結是「觸動中央底線」，並指「三位立法會議員口口聲聲表示從沒有主張香港獨立，但從他們過往的言論及思維，很清晰看到他們絕不承認自己是中國人，一直使用『中共』的名稱來代替中央政府或內地政府」李華明並指出，雖然三人在在立法會競選期間重覆強調自己是「自決派」，並非搞港獨，但李認為就他自己看來，自決派和港獨分別不大。
2017年10月14日，李華明和太太買入將軍澳一個新樓盤的三房望海單位，售價約一千萬元。
2017年10月，香港再發生球迷「噓國歌」事件，李華明批評是幼稚行為，「令我們蒙羞」，形容是「青年人的反叛心態表露無遺」。。
2017年11月，基本法委員會主任李飛來港就《基本法》演講，教育局鼓勵學校直播，被批評是「洗腦」；李華明指該活動「意義是肯定有的」、不是「洗腦」，更認為「香港有些政客動不動就會以誇張及無限擴大的說法，指凡是中央官員或特區政府的說話便有洗腦效應」。。
2018年1月，佔地170公頃的香港哥爾夫球會粉嶺高球場，租約將於2020年到期，政府土地供應專責小組將於1月底討論其續租事宜，民主黨表明反對續租。民主黨創黨黨員李華明受香港哥爾夫球會委託做顧問，工作是向不同派別人士進行游說。李華明認為他的生意毋須向民主黨申報。
2018年1月26日，李華明在《am730》題為〈你唔X回應？〉的專欄文章中，批評浸會大學學生佔領校內語文中心和指罵中心職員的行動，稱學生會會長劉子頎說出「你又話唔X回應同學訴求！」一句令人譁然。又指普通話課程應只是大學因應需要而加入的，不存在學生所說的政治成份。又說：「早前兩名主力『佔領』浸大的同學，雖然他們已就當中的態度公開致歉，但作為一個大學生、未來社會棟樑及成年人，任何一種身分上，也需要為此負責任，並不是道了歉就一筆勾銷，如同罪犯有悔意，仍需接受判刑。」
2018年9月起，在香港大學社會科學院社會工作及社會行政學系教授一本科課程。
2020年年中，李華明以 3,800 萬港元，購入位於西貢區的新盤 133 PORTOFINO 的一個頂層特色單位連同兩個車位，特色單位的面積1,238平方呎連天台，呎價30,694元。
2021年8月，李華明女兒以 2,960 萬港元沽出天晉IIIA期5B座頂層的特色單位，帳面賺1,107萬港元，七年內升值逾60%。
2021年香港立法會選舉前有多名黨員被捕或流亡海外，故此民主黨曾議決不參與國安法改制後的首屆立法會選舉。2021年11月，李華明表示，民主黨應該參選，一個政黨若不參選即失去存在價值，應該解散，屆時他會考慮退出；他並指多名建制派及泛民派都希望他能重返政壇參選立法會。
2022年1月，李華明因為未經民主黨批准，以個人名義支持黨外立法會候選人前民主黨黨員狄志遠參觀社福界功能組別，被民主黨紀律委員會提出，凍結李華明黨籍半年，李華明接受紀委聆訊時雖然承認違規，但認為只是做自己認為正確的事。民主黨中央委員會將於2022年2月開會，投票決定是否採納紀委員會的建議，凍結李華明的民主黨黨籍半年，上訴期有7天；李華明表示他只會上訴或退黨。

## 榮譽

### 頭銜
- 李華明議員（1991年10月9日－1997年6月30日）
- 李華明議員（1998年7月1日－1999年6月30日）
- 李華明議員，J.P.（1999年7月1日－2009年6月30日）
- 李華明議員，S.B.S，J.P.（2009年7月1日－2012年9月30日）
- 李華明先生，S.B.S，J.P.（2012年10月1日－）

### 殊勳
- 非官守太平紳士（1999年7月1日）
- 銀紫荊星章（2009年7月1日）

## 公共服務
- 立法會食物安全及環境衛生事務委員會副主席（2006 - 2007）
- 立法會內務委員會副主席（2000 - 2012）[25]
- 立法會食物安全及環境衛生事務委員會主席（2000 - 2006）（2009 - 2010） [26]
- 立法會經濟事務委員會副主席（1998 - 2000）
- 立法會政府帳目委員會副主席（1998 - 2000）
- 立法局議員（1991 - 1997）
- 立法局福利事務委員會主席（1994 - 1997）
- 市政局議員（1991 - 1997）
- 觀塘區議會議員（1985 - 1994）
- 民主黨中央常務委員會委員（1994 - 2000）
- 市區重建局董事（2001 - 2008）
- 香港浸會大學校董（1991 - 2000）
- 地產代理監管局成員（1997 - 2000）
- 伊利沙伯女皇弱智人士基金成員（1997 - 2003）
- 東華三院顧問局成員（1991 - 1997）
- 貪污問題諮詢委員會委員（1996 - 2001）
- 關懷愛滋董事局成員（1998 - 2002）
- 臨時市政局議員（1997 - 1999）
- 長者安居服務協會董事局成員（1997至今）
- 廉署事宜投訴委員會委員（2002 - 2007）
- 證券及期貨事務監察委員會投資者教育諮詢委員會委員（2004 - 2005）
- 禁毒常務委員會委員（2005 - 2006）[27]
- 香港房屋委員會委員（2005 - 2007）
- 消費者委員會委員（2007 - 2013）
- 強積金計劃諮詢委員會成員（2011 - 2017）
- 長遠房屋策略督導委員會委員（2012 - 2014）
- 私營骨灰安置所上訴委員會成員（2017至今）[28][29]

### 廣告（其他）
- 2016年：喜得佳食品
- 2017年：喜得佳食品《滋味韓食篇》（與劉穎鏇及陸浩明合作）
- 2019年：喜得佳食品（與陸浩明合作）

## 外部連結
- 香港立法會：李華明議員
- 社會工作者註冊局 （页面存档备份，存于）